# Juan Esteban de Mojares
Juan Esteban de Mojares (c. 1626-después de 1695) fue un presbítero y pintor español activo en Madrid, especializado en la pintura de perspectivas arquitectónicas.
Nacido hacia 1626 según el documento de tasación de las pinturas del marqués de Ugena fechado en 1685, en el que decía ser de edad de 59 años, tuvo su obrador en Madrid cerca de la Puerta del Sol, junto al convento de la Victoria en la Carrera de San Jerónimo, con cierta fama como pintor de perspectivas, según el testimonio de Antonio Palomino, que no obstante no le dedicó biografía, posiblemente por el poco aprecio en que tenía a los pintores con tienda abierta al público. Bien documentado a partir de 1652, firmó con frecuencia tasaciones de colecciones de pintura y otras actas notariales con el título de licenciado y haciendo constar la doble condición de presbítero y de maestro de pintura. También con el título de licenciado encabezó en 1677 la concordia de los pintores madrileños para proseguir con el pleito que los enfrentaba con la cofradía de los Siete Dolores.
Aunque de su producción pictórica nada se ha localizado, hubo de ser pintor de cierta consideración pues en 1679 se le llamó para sustituir a Dionisio Mantuano en la pintura de los decorados para la representación de Psiquis y Cupido de Pedro Calderón de la Barca en el salón del Buen Retiro. Dieciocho pinturas «de prespetiba en piedra [...] de mano del lizenciado don Juan Esteban» fueron inventariadas en 1714 con los bienes de Gabriel Francisco de Ontañón Enríquez, ayuda de cámara de su majestad y contador de Cuentas de Indias.